# Suisse au Concours Eurovision de la chanson 2022
La Suisse est l'un des quarante pays participants du Concours Eurovision de la chanson 2022, qui se déroule à Turin en Italie. Le pays est représenté par le chanteur  Marius Bear et sa chanson Boys Do Cry, sélectionnés en interne par le diffuseur suisse SRG SSR. Le pays se classe 17e avec 178 points lors de la finale.

## Sélection
Le diffuseur suisse confirme la participation du pays à l'Eurovision 2022 le 31 mars 2021. Artistes et compositeurs peuvent soumettre leur candidature du 1er au 15 septembre 2021.
Le représentant est choisi grâce à deux jurys : le premier est constitué de cent spectateurs suisses, le second de vingt-trois experts internationaux — ayant tous été chanteurs, auteurs ou jurés pour l'Eurovision —. Chacun de ces deux jurys a un poids de 50 % pour le choix final. Le jury international est composé de : Alexey Gross (Russie), Amie Borgar (Finlande), Anders Øhrstrøm (Danemark), Argyro Christodoulidou (Chypre), Deivydas Zvonkus (Lituanie), Florent Luyckx (Pays-Bas), Gabriela Horn (Autriche), Gordon Groothedde (Pays-Bas), Gore Melian (Arménie), Grzegorz Urban (Pologne), Helga Möller (Islande), Henrik Johnsson} (Suède), Ilinca Băcilă (Roumanie), Julian le Play (Autriche), Karl-Ander Reismann (Estonie), Ludmila Kuts (Biélorussie), Maria Marcus (Suède), Mark De Lisser (Royaume-Uni), Milan Havrda (Tchéquie), Ovidiu Cernăuțeanu (Roumanie), Pete Watson (Royaume-Uni), Samuli Väänänen (Finlande and Tinkara Kovač (Slovénie).
Le 8 mars 2022, le diffuseur annonce avoir sélectionné Marius Bear, avec la chanson Boys Do Cry, comme représentant pour l'Eurovision 2022.

## À l'Eurovision
La Suisse participe à la première demi-finale, le 10 mai 2022. Elle s'y classe 9e avec 118 points, se qualifiant donc pour la finale. Lors de celle-ci, elle termine à la 17e place avec 78 points, tous reçus par les jurys, le télévote européen n'ayant accordé aucun point à la Suisse.